# Massey Ferguson 140
Le Massey Ferguson 140 (MF140) est un tracteur agricole produit de 1966 à 1975 par Massey Ferguson.

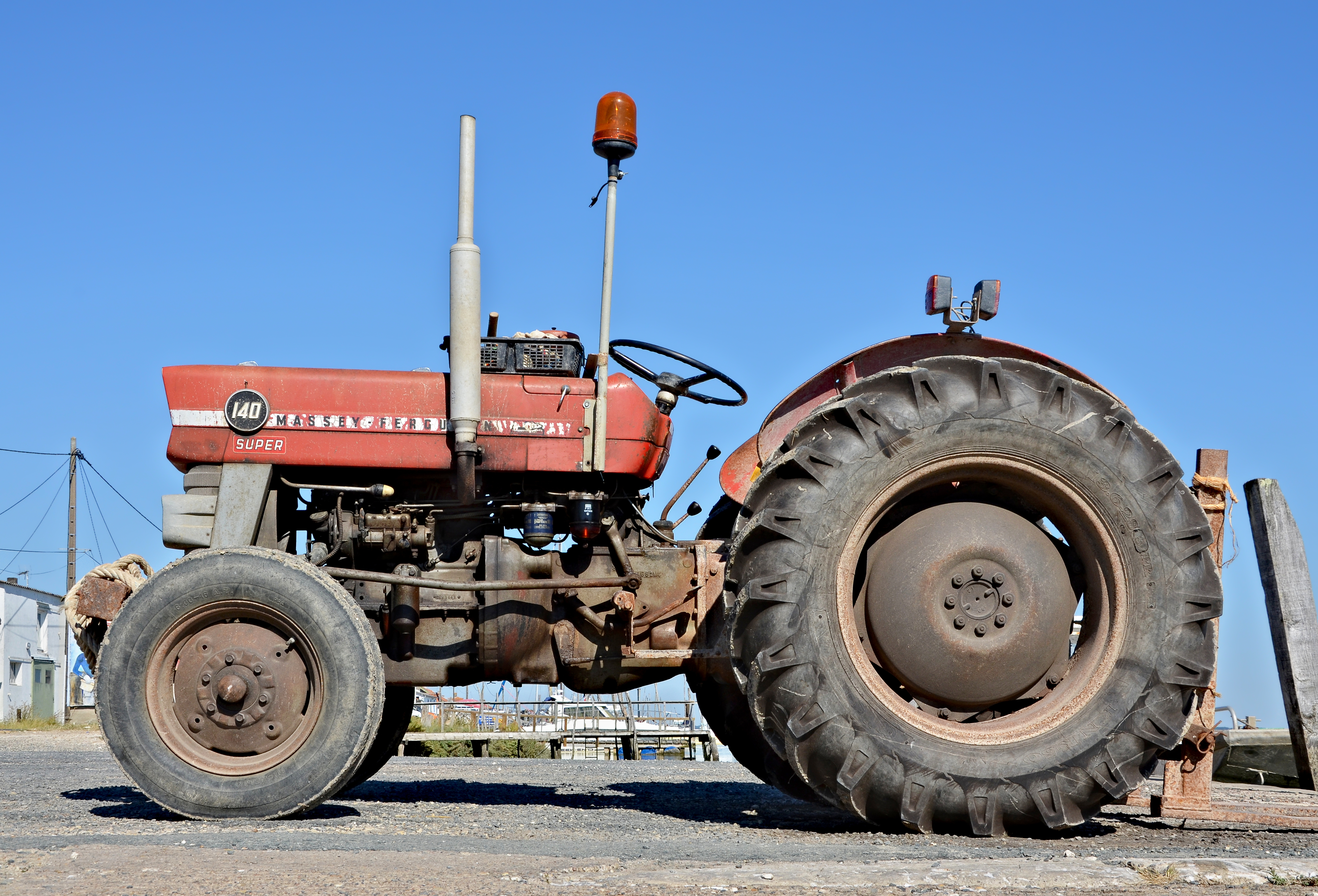
Tracteur MF140 Super, utilisé en ostréiculture.